# Solution de Milian
La solution de Milian est une solution aqueuse ou alcoolique, de vert de méthyle et de violet cristallisé. Elle a été développée par le dermatologue Gaston Milian (1871-1945), chef de service de l'Hôpital Saint-Louis. Elle fait partie de la classe des colorants. Elle est utilisée pour ses propriétés tannantes. Elle a une action desséchante sur l'infection intertrigo candidosique (infection opportuniste des plis cutanés par une levure du genre Candida) ou intertrigo inguinal. C'est un traitement d'appoint de l'érythème fessier du nourrisson, des dermatoses bulleuses, suintantes, ou vésiculeuses.